# Kassaro
Ne doit pas être confondu avec Kassari ou Kassar.
Kassaro est une localité et une commune rurale malienne de l'arrondissement central de Sébékoro dans le Cercle de Sébékoro et la région de Kita. Elle se située à 100 kilomètres de capitale Bamako.

## Villages et hameaux
La commune s'étend sur 17 localités relevées lors du recensement général de 2009. 
Les villages les plus peuplés sont :
- Kassaro (3 624 habitants)
- Nafadji Coro (2 988 habitants)
- Takoni (2 793 habitants)

## Économie et transport
Situé sur la ligne de chemin de fer reliant Bamako à Kayes et Dakar, Kassaro a subi la privatisation des chemins de fer et la décision de Transrail de fermer la gare en 2004. L’activité économique générée par le chemin de fer, notamment le commerce, s’en est trouvé ruinée. La gare devrait rouvrir prochainement.

## Politique
| Année | Maire élu        | Parti politique |
| ----- | ---------------- | --------------- |
| 2004  | Yorodian Diakité | MIRIA           |
| 2009  | Yacouba Diakité  | indépendant     |

## Culture
La commune rurale est l'unique commune de l'aire culturelle du Fouladougou.